# Flugplatz Foula

i7
i11
i13

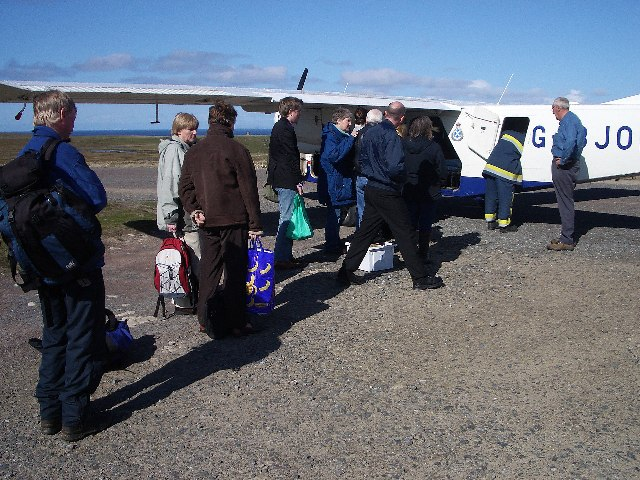
Gepäckabfertigung am Flugplatz Foula (2005)

Der Flugplatz Foula (IATA-Code: FOA) ist ein Flugplatz auf der abgelegenen Insel Foula in Shetland, im Norden von Schottland.

## Geschichte
Die Landebahn wurde in den 1970er Jahren eröffnet und wird vom Foula Airstrip Trust betrieben. Es wird auch eine Fährverbindung nach Foula betrieben, die dreimal pro Woche läuft, aber es wird behauptet, dass Touristen den kurzen Flug der 135-minütigen Fährüberfahrt bevorzugen. Die Flüge werden auch verwendet, um das Wesentliche wie Medikamente auf die Insel zu transportieren, die 38 Einwohner hat.
Der Flugplatz bietet auch die einzige öffentliche Toilette der Insel und ein Telefon.

## Zwischenfälle
Im Juni 2014 wurden Flüge ausgesetzt, da man glaubte, dass die Versicherung des Flugplatzes nach der Schließung der Feuerwehr der Insel im Jahr 2012 nicht mehr geeignet war. Flüge sind seitdem wieder aufgenommen worden.